# Siergiej Duwanow
Siergiej Duwanow (ros. Сергей Дуванов, ur. w 1953) – kazachski dziennikarz i działacz na rzecz praw człowieka.
Duwanow był redaktorem naczelnym biuletynu poświęconego przestrzeganiu praw człowieka w Kazachstanie. Za swoją działalność opozycyjną był wielokrotnie aresztowany i oskarżany m.in. o obrazę czci prezydenta. W 2002 w swoich artykułach oskarżył prezydenta Kazachstanu Nursułtana Nazarbajewa i innych prominentnych kazachskich polityków o przyjmowanie łapówek i posiadanie tajnych kont bankowych w bankach szwajcarskich, na których zdeponowano miliony dolarów amerykańskich, co doprowadziło do wybuchu afery politycznej określanej jako Kazachgate.
W październiku 2002 został aresztowany na swojej daczy pod Ałmaty pod zarzutem zgwałcenia 14-letniej dziewczynki, na dzień przed planowanym lotem do Stanów Zjednoczonych, gdzie miał opowiadać o korupcji i łamaniu wolności słowa w Kazachstanie. 28 stycznia 2003 został uznany za winnego przedstawionych mu zarzutów i skazany na 3,5 roku więzienia i umieszczony w zakładzie karnym Zarecznoje w pobliżu Ałmaty. 15 stycznia 2004 został zwolniony warunkowo, zezwolono mu na powrót do Ałmaty i kontynuowanie pracy w Kazachskim Międzynarodowym Biurze ds. Praw Człowieka (Kazakhstan International Bureau for Human Rights).